# Carlota (obra de teatro)
Carlota es una obra de teatro escrita por Miguel Mihura y estrenada en el Teatro Infanta Isabel de Madrid el 12 de abril de 1957.

## Argumento
El detective de Scotland Yard Douglas Hilton se enfrenta a uno de sus mayores retos profesionales: Resolver el crimen de Carlota, la esposa de Charlie Barrington, acaecido en el hogar familiar durante una velada con amigos y después de que la propia Carlota, en su noche de bodas hubiese confesado a su marido que ella misma era una asesina.

## Personajes
- Carlota
- Charlie Barrington
- John Manning
- Velda Manning
- Doctor Waths
- Miss Margaret
- Douglas Hilton
- Sargento Harris
- Fred Sullivan
- Mrs Christie
- Mrs Lilian
- Bill

## Representaciones destacadas

### Teatro
- 1957. Estreno en el teatro Infanta Isabel, Madrid. Intérpretes: Isabel Garcés, Julia Gutiérrez Caba, Agustín González, María Luisa Ponte, Emilio Gutiérrez, Consuelo Company, Antonio Armet, Ángel de la Fuente, Rafael Navarro.

- 1997. Muralla Árabe de Madrid, Veranos de la Villa. Intérpretes: María Kosty, Luis Varela, África Gozalbes, Mara Goyanes, César Heynrich.

- 2013. En el teatro María Guerrero, Madrid. Dirección: Mariano de Paco Serrano. Intérpretes: Carmen Maura, Natalia Hernández, Pilar Castro, Alfonso Vallejo, Vicente Díez, Pedro G. de las Heras, Alberto Jiménez.

### Cine
- 1958. Dirección: Enrique Cahen Salaberry. Intérpretes: Ana Mariscal, María Dolores Pradera, Juanjo Menéndez, Julia Caba Alba, Pastor Serrador.

- 1981. Dirección: Stefano Rolla. Intérpretes: Silvia Pinal, Gastone Moschin, Rafael Alonso, Amelia de la Torre, María Isbert, Alfonso del Real.

### Televisión
- 15 de dic. de 1965, en el espacio Estudio 1, de TVE. Intérpretes: Irene Gutiérrez Caba, Alfredo Landa, Charo López, José Orjas, Elisa Ramírez, Fernando Sánchez Polack.

- 31 de mayo del 2000, en Estudio 1. Intérpretes: Mercedes Sampietro, Fernando Huesca, Francisco Casares, Maru Valdivieso, Blaki, Fernando Chinarro.